# Mihael Küchmeister von Sternberg
Mihael Küchmeister von Sternberg je bil od leta 1414 do 1424 veliki mojster Tevtonskega viteškega reda, * 1360-1370, Šlezija, † 15. december 1423, Gdansk.

## Življenje
Von Sternberg se je že v mladosti pridružil Tevtonskemu redu in začel službovati v Balgi, od koder so vitezi in njihovi gostje odhajali na pohode v Litvo, nato pa je postal poveljnik gradu v Rheinu (Ryn). V letih 1396-1402 je bil tožilec v Kętrzynu in  leta 1400 postal minister v Elblągu. Pozneje je v Königsbergu  opravljal službo velikega spremljevalca. Od leta 1404 je bil župan mesta Żmudź in od leta 1410 župan mesta Nowa Marcha.
Po porazu v bitki pri Grunwaldu je skušal z najemniškimi četami in lastnimi vazali povrniti izgubljeni položaj reda. V bitki pri Koronowu 10. oktobra 1410 je bil poražen, ujet in zaprt v gradu v Chęcinyh. Poleti 1411 se je vrnil iz Poljske in  prevzel službo velikega maršala in predsedoval delegaciji tevtonskih vitezov pred  arbitražnim sodiščem v Budimu leta 1412, ki je potrdilo določbe Prvega torunjskega miru iz leta 1411. Veliki mojster Henrik von Plauen, nezadovoljen s tem razvojem dogodkov, ga je obtožil, da ni upošteval dogovorjenih navodil. 
Po bitki pri Grunwaldu je gospodarska in vojaška moč reda upadla. Spremenila se je tudi zavest prebivalcev Prusije, zato ni čudno, da si je Henrik von Plauen kot veliki mojster prizadeval za vojno s Poljsko, tevtonska vojska, sestavljena in pruskih plemičev in kmetov, pa je septembra 1413  pri Lidzbarku Welskem zavrnila boj proti Poljski.
Von Sternberg je odstranil von Plauena z oblasti in bil 7. januarja 1414 sam uradno izvoljen na položaj velikega mojstra Tevtonskega reda. Bistveno je omilil notranjo politiko meniške države: obnovil je mestne svete in na viteškem dvoru v Bratianu dovolil vrnitev članov pruske Zveze kuščarjev. Zavezal se je tudi, da bo prekinil zlorabe državnih uradnikov. V naslednjem spopadu s Poljsko, znanem kot vojna lakote, je leta 1414 poslal obupano pismo protipapežu Janezu XXIII., v katerem ga je prosil, naj ustavi poljskega kralja Vladislava II.  Jagela.
Državni prihodki so se zaradi opustošenja zmanjšali. Leta 1416 je izvedel denarno reformo in okrepil sodelovanje s sosednjimi  državami, vendar to ni izboljšalo težkega stanja v državi. Obenem je, zavedajoč se vojaške šibkosti reda, ukazal umik vojske v utrjene gradove in mesta ter oviranje poljskega napada z uničevanjem polj in vodnih mlinov. 
21. septembra 1416 je podelil mestne pravice Sztumu, edinemu mestu, ustanovljenemu med njegovo vladavino. Ker je s težavo izpolnjeval visoke zahteve svojega položaja, je marca 1422 odstopil.
Umrl je v Gdansku 15. decembra 1423. Pokopan je bil v kapeli svete Ane v gradu Malbork.